# Orden De Parfaite Amitié
Der Orden De Parfaite Amitié (Deutsch: „Orden der perfekten Freundschaft“) der Familie Thurn und Taxis wurde durch Fürst Alexander Ferdinand von Thurn und Taxis als Verdienst- und Hausorden gestiftet. Fürst Carl Anselm erneuerte den Orden und gab ihm das bis heute gültige Aussehen. Mit Aufhebung des Fürstentums durch die Rheinbundakte vom 12. Juli 1806 wird der Orden nur noch als Hausorden verliehen.

## Ordensklassen
Der Orden wurde ursprünglich nur in einer Klasse gestiftet.
Fürst Johannes veränderte die Statuten 1985 und der Orden wird seither wie folgt verliehen:
- Großkreuz mit Stern und Schulterband
- Großes Verdienstkreuz mit Stern
- Großes Verdienstkreuz
- Verdienstkreuz I. Klasse

## Ordensdekoration
Das Ordenszeichen ist ein goldenes, weißemailliertes achtspitziges Kreuz. In den Kreuzwinkeln abwechselnd von links nach rechts im Uhrzeigersinn der Zinnenturm aus dem Wappen von Thurn und ein aufrechter Löwen. Auf den Kreuzarmen, beginnend oben im Uhrzeigersinn, die goldene Inschrift VIN CLUM AMICI TIÆ (Fessel der Freundschaft). Im rotemaillierten Medaillon die verschlungenen Initialen  C A  (Carl Anselm). Rückseitig im blauemaillierten Medaillon die Buchstaben  T W  bzw. seit 1928 die Initiale  A  (Albert).
Zwischen Kreuz und Tragering ist ein goldener Fürstenhut angebracht.

## Trageweise
Herren tragen die Dekoration als Halsorden an einem himmelblauen Band, Frauen etwas verkleinert an der Damenschleife auf der linken Brustseite.

## Sonstiges
Ein Exemplar des Ordens ist im Schatzkammer-Museum des Schlosses St. Emmeram in Regensburg zu besichtigen.

## Bekannte Träger
Alle Mitglieder der fürstlichen Familie Thurn und Taxis erhalten den Orden mit Vollendung des 18. Lebensjahres. Er kommt außerdem an bekannte Persönlichkeiten zur Verleihung, die dem Hause nahestehen.
- Großmeister des Malteserordens Fra’ Matthew Festing – Großkreuz mit Stern und Schulterband
- Prälat Wilhelm Imkamp – Großes Verdienstkreuz mit Stern